# Hypocoela herbuloti
Hypocoela herbuloti är en fjärilsart som beskrevs av Pierre E.L. Viette 1971. Hypocoela herbuloti ingår i släktet Hypocoela och familjen mätare. Inga underarter finns listade i Catalogue of Life.